# Kapudan Pasha

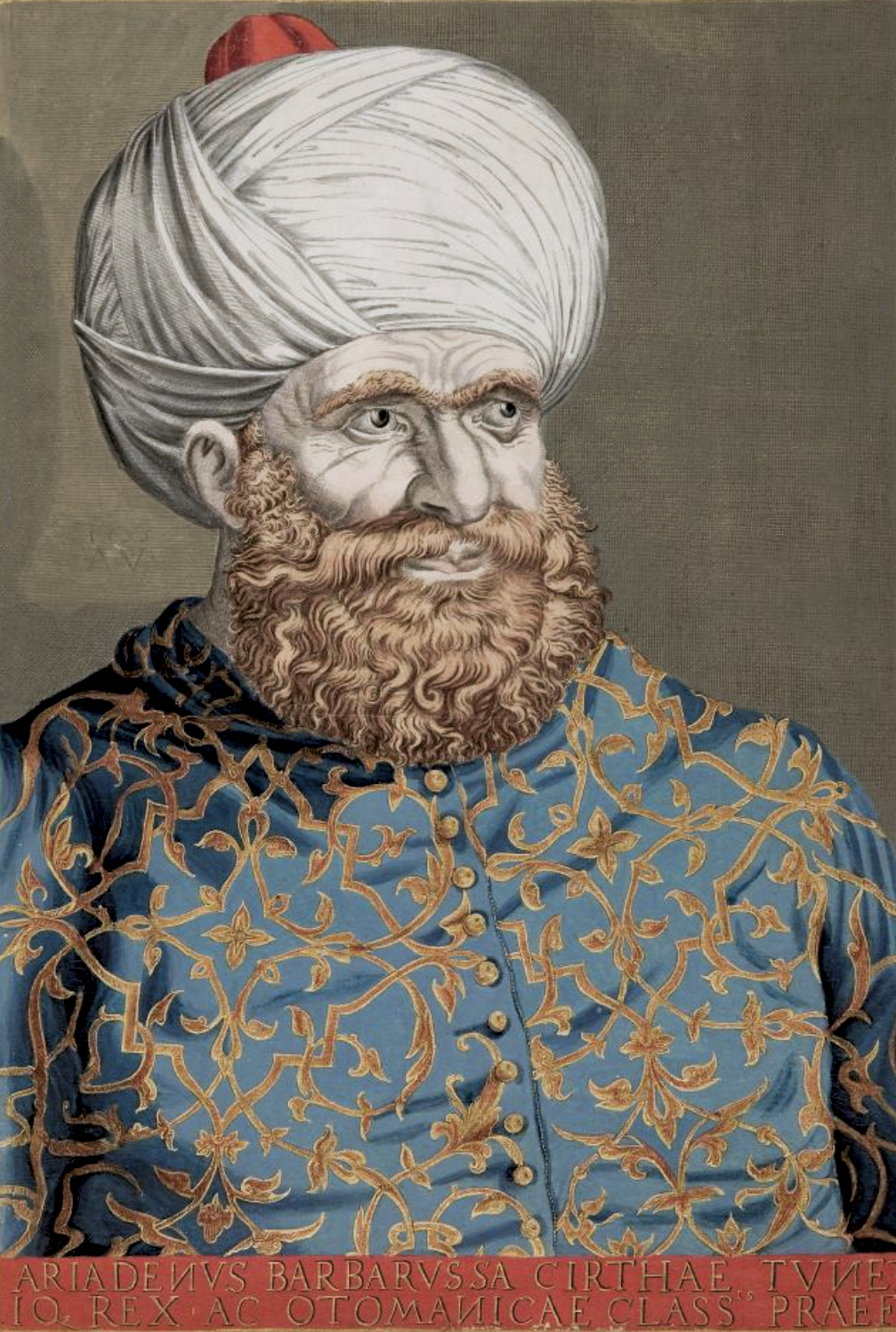
Jeireddín Barbarroja, Kapudan Pasha (gran almirante) de la Armada Otomana.

Kapudan Pasha (en turco otomano: قپودان پاشا, en turco moderno: Kaptan Paşa) fue el cargo ostentado por el gran almirante de la armada del Imperio otomano. También era conocido como el Kapudan-ı Derya (turco otomano: قپودان دریا, moderno: Kaptan-ı Derya, "Capitán del Mar"). Típicamente, estaba basado en Gálata y Galípoli durante el invierno y se encargaba de las visitas anuales a las provincias durante los meses de verano. El título de Kapudan Pasha aparece documentado a partir de 1567; las designaciones anteriores para el comandante supremo de la flota eran Derya Bey ("bey del mar") y Re'is Kapudan ("capitán principal").
El título Derya Bey fue concedido por primera vez durante el reinado de Bayezid I como rango oficial dentro de la estructura estatal. Después de la conquista de Constantinopla, Mehmet II ascendió a Baltaoğlu Süleyman Bey a la categoría de sanjak-bey por sus esfuerzos contra los bizantinos en el Cuerno de Oro. Baltaoğlu recibió el sanjacado de Gallipoli (la principal base naval otomana) y los kazas de Gálata (hasta la conquista una colonia genovesa) y de İzmit (cuya remesa de impuestos consistía en madera de barco).
El éxito de Jeireddín Barbarroja hizo que el Kapudan Pasha ascendiera a las filas de beylerbey y visir en 1535, con sus territorios expandidos en el Eyalato del Archipiélago y Argel. Los sucesores de Barbarroja mantuvieron estas posesiones, pero vieron caer su rango durante varios siglos.
La residencia oficial del Kapudan Pasha estaba en el Divankhane en el Arsenal Imperial en el Cuerno de Oro, pero a menudo estaba ausente porque su gobierno del Eyalato del Archipiélago implicaba visitar personalmente sus diversas provincias cada año: Evliya Çelebi menciona que tenía unos ingresos anuales de 885 000 akçe de plata. Los ingresos adicionales, que ascendían a 300 000 kuruş en los siglos XVIII y XIX, procedían del arrendamiento de varias islas del mar Egeo a agricultores fiscales (iltizam).
El apogeo del cargo se produjo en el siglo XVI, cuando el poder naval otomano alcanzó su apogeo, y durante un tiempo aseguró su supremacía en el Mediterráneo. Aunque en teoría el cargo sólo podía ser ocupado por un almirante en servicio (Kapudan-i Hümayn), un jefe del Arsenal Imperial (Tersane Kethüdasi) o, al menos, por el sanjak-bey de Rodas, a partir de principios del siglo XVII, el nombramiento de los favoritos de la corte y/o de personas que carecían de experiencia militar o naval marcó el comienzo de la decadencia de la armada otomana.
Como parte de las reformas de Tanzimat, el Eyalato del Archipiélago fue reducido en rango y concedido al valí de Rodas en 1848. Los Kapudan Pashas conservaron su rango, pero a partir de entonces fueron únicamente militares.
Un total de 161 capitanes sirvieron hasta el 13 de marzo de 1867 cuando el puesto fue suprimido y reemplazado por ministros (Bahriye Nazırı) del Ministerio Naval Otomano. Desde 1877, estos fueron reemplazados por los Comandantes de Flota. 